# كنوت بيورنسن
كنوت بيورنسن (بالنرويجية البوكمول: Knut Bjørnsen)‏ هو متزلج سريع وصحفي وكاتب نرويجي، ولد في 26 يوليو 1932 في أوسلو في النرويج، وتوفي في 14 نوفمبر 2008 في Svelvik Municipality ‏ في النرويج بسبب سرطان البنكرياس.

## وصلات خارجية
- كنوت بيورنسن على موقع SpeedSkatingNews.info (الإنجليزية)
- كنوت بيورنسن على موقع IMDb (الإنجليزية)
- كنوت بيورنسن على موقع ديسكوغز (الإنجليزية)